# Pont (bateau)
Pour les articles homonymes, voir Pont.
 (juillet 2012).
Si vous disposez d'ouvrages ou d'articles de référence ou si vous connaissez des sites web de qualité traitant du thème abordé ici, merci de compléter l'article en donnant les références utiles à sa vérifiabilité et en les liant à la section « Notes et références ».

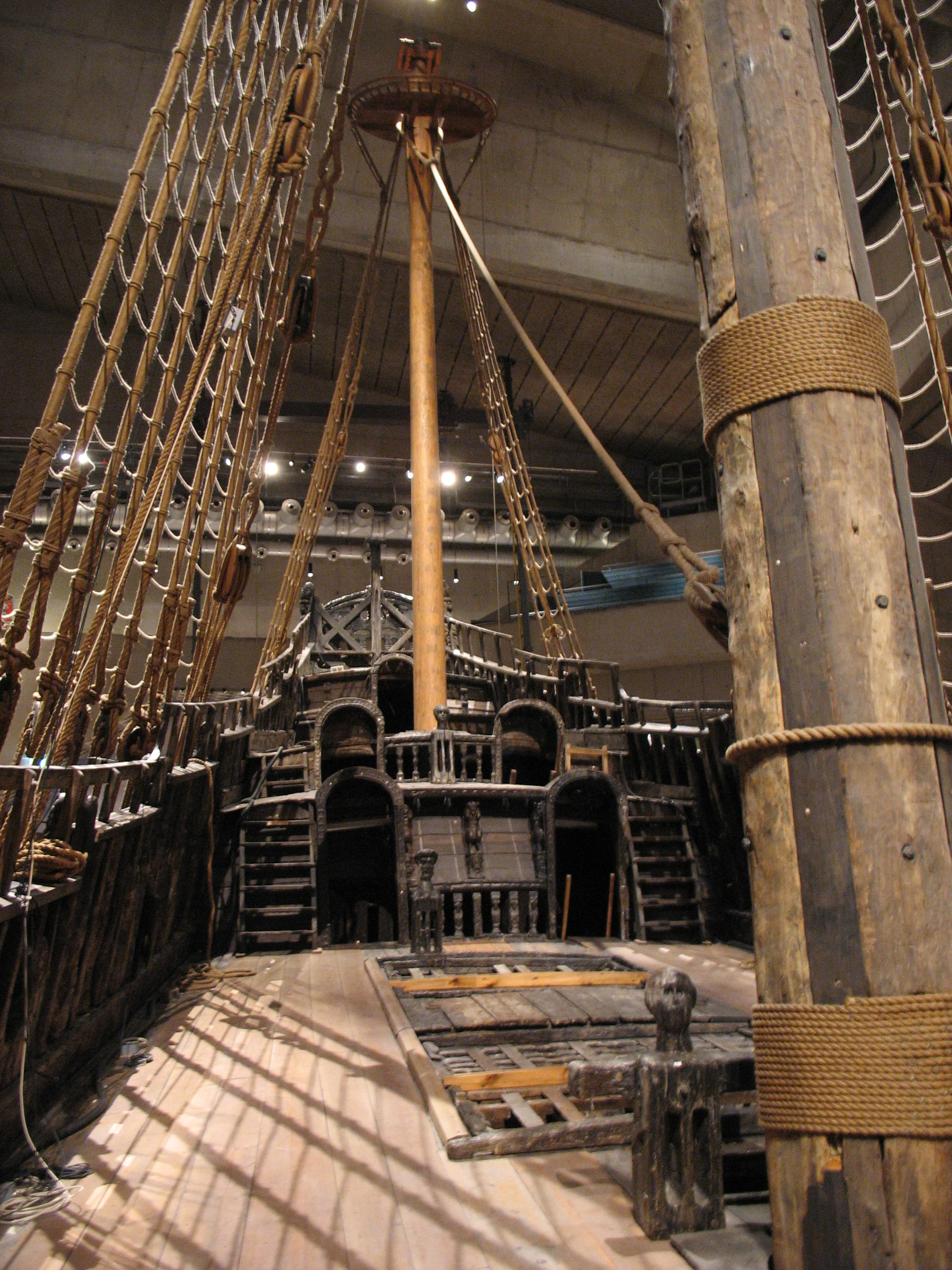
Pont du Vasa, un bateau suédois du XVIIe siècle.

Un pont de bateau est une plate-forme raidie par des éléments de structure longitudinaux et transversaux généralement placés en dessous, construite pour empêcher l'envahissement de l'eau dans le navire ou supporter les charges à transporter, comparable au plancher ou étage dans un bâtiment.
Les ponts exposés à la mer peuvent ne pas être plans et parallèles à la surface de flottaison afin de faciliter l'évacuation de l'eau. On parle alors de bouge (pont formé dans le sens transversal) et de tonture (pont incliné dans le sens longitudinal).
Les ponts à l'intérieur du navire sont généralement plans et horizontaux.

## Définitions
L'espace entre deux ponts forme l'entrepont, c'est un lieu de stockage et de logement où sont disposées les batteries de canons sur les navires de guerre. 
Presque tous les bateaux de mer, sauf les plus petits, ont au moins un pont ; les plus grands paquebots et les navires de croisière peuvent en avoir une douzaine ou plus. La définition traditionnelle d'un « pont » exige que la surface se prolonge sans interruption sur toute la longueur du navire, mais en pratique le terme est aussi utilisé pour le pont de gaillard d'avant, pour des plates-formes partielles construites longitudinalement. Dans le cas d'un bateau de commerce fluvial, on parle d'une veule pour les parties avant et arrière et de plat-bord pour les plateformes longitudinales (fonctionnellement équivalents des passavants sur les bateaux à passagers).

## Ponts particuliers
Les ponts ont un certain nombre de noms et de fonctions traditionnelles, bien que les détails soient différents pour chaque type de bateau : 
- pont principal : requis par les sociétés de classification et les règles de la SOLAS, il participe à la rigidité de la poutre navire et empêche son envahissement par la mer ;
- pont-promenade sur les paquebots ;
- pont supérieur ;
- pont-batterie sur les navires de guerre à voile ;
- pont teugue sur certains bâtiments de guerre ;

- pont d'envol sur les porte-avions.

En outre, les bateaux de croisière modernes ont des ponts additionnels, souvent appelés d'une manière fantaisiste, par exemple « pont du Lido ».

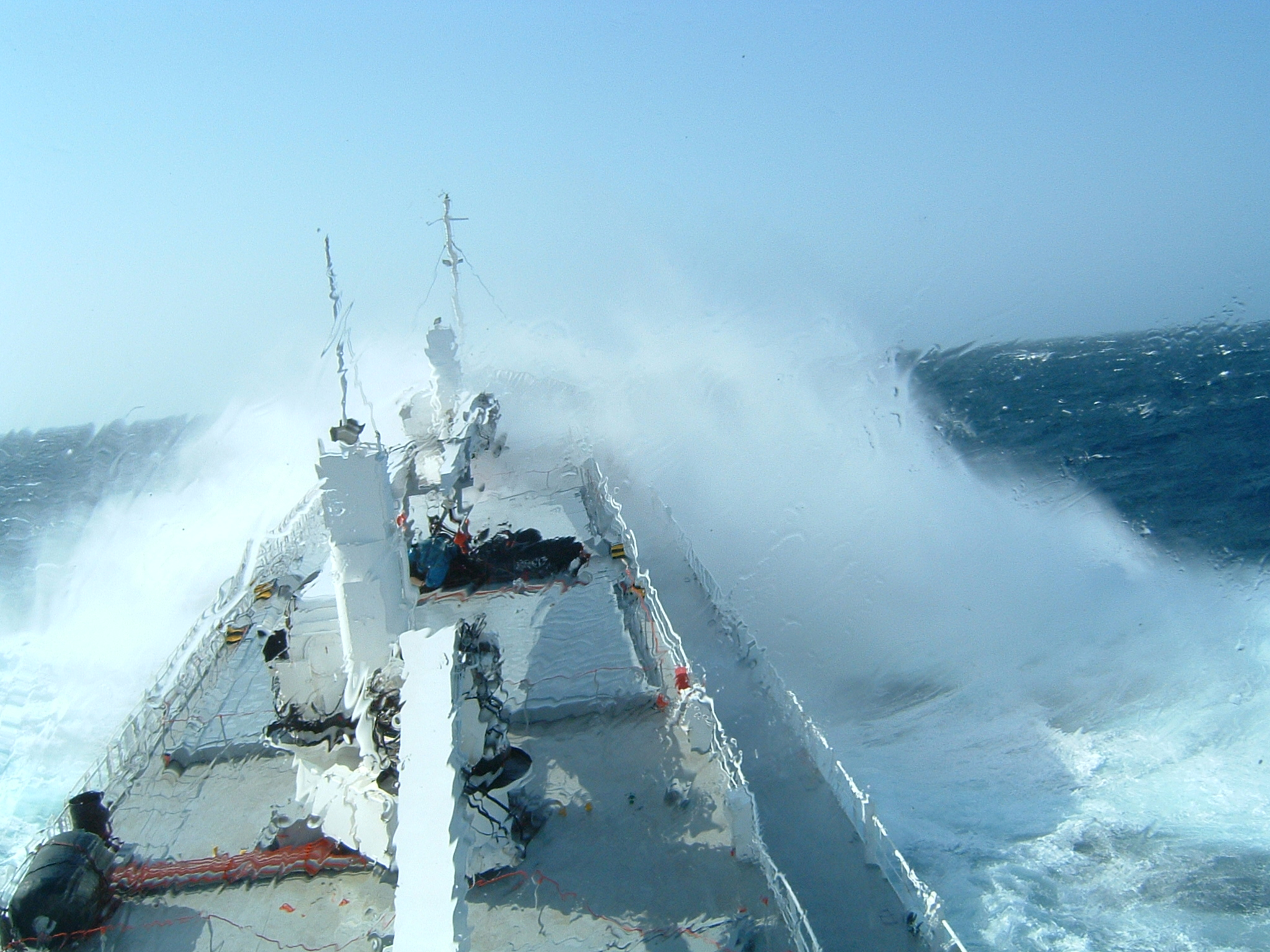
Pont d'un navire cargo par mauvais temps.
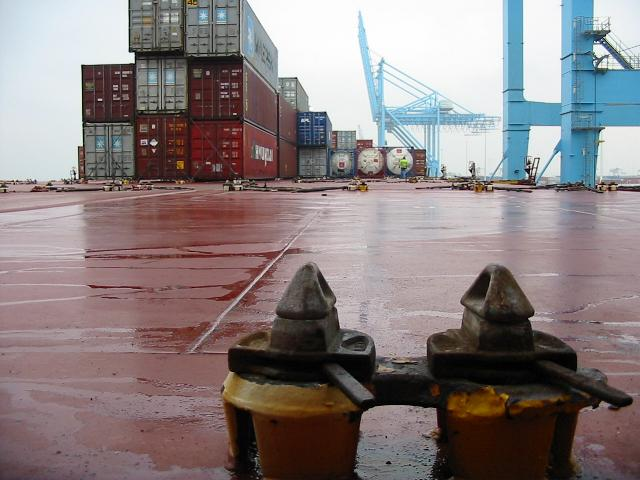
Pont d'un porte-conteneurs.
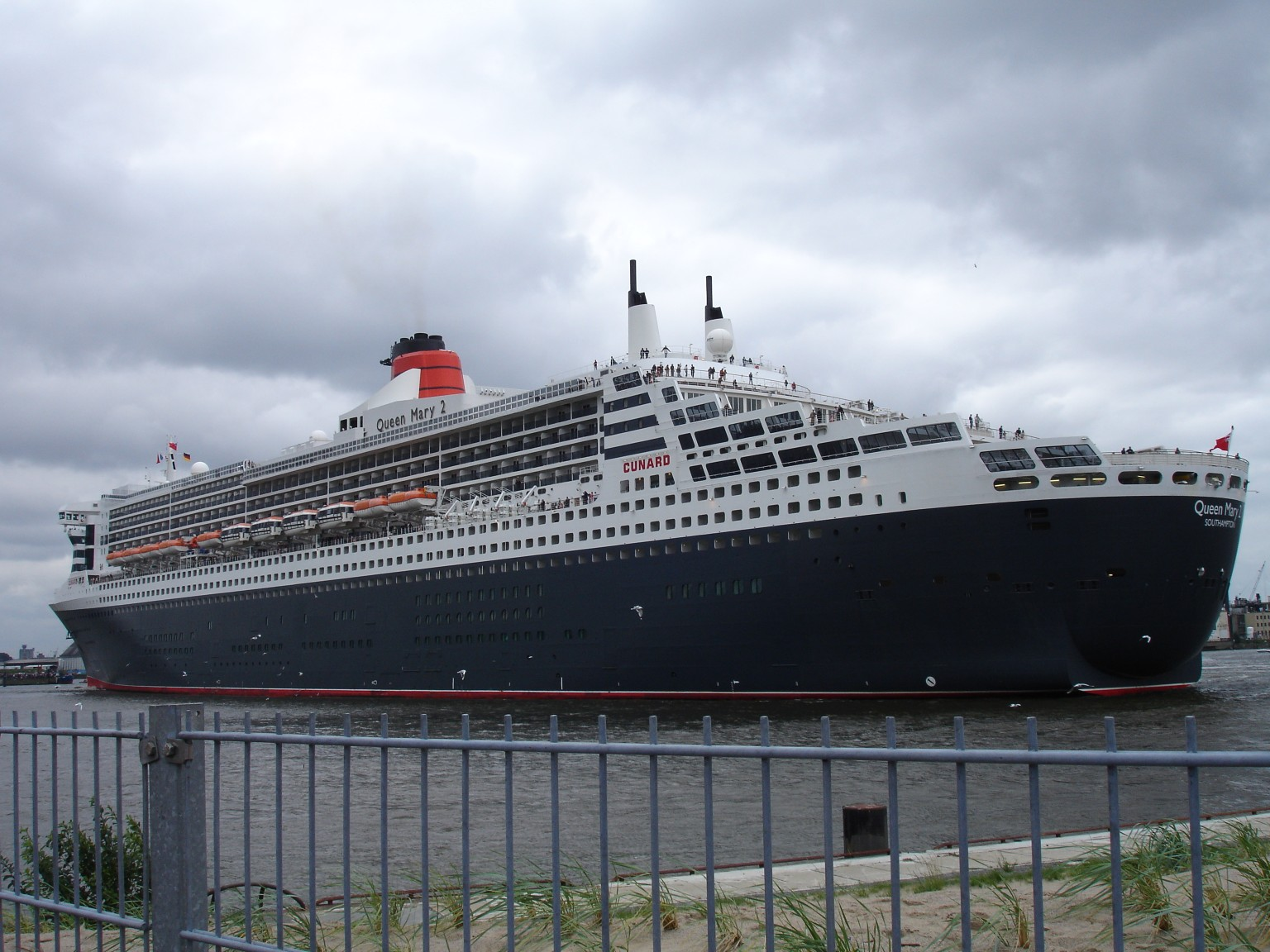
La douzaine de ponts du Queen Mary 2.
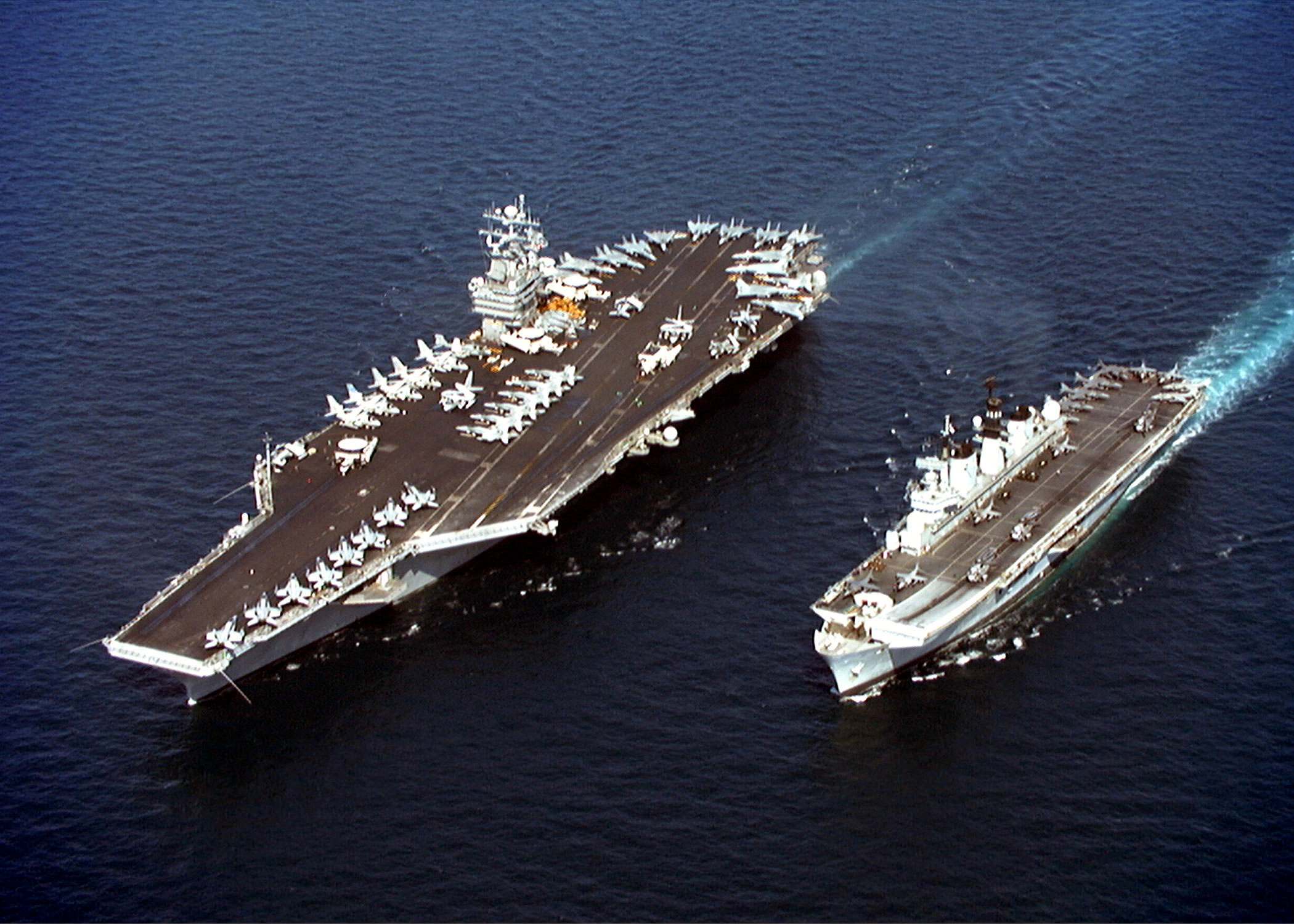
Ponts du porte-avions USS John C. Stennis et du porte-aéronefs HMS Illustrious.
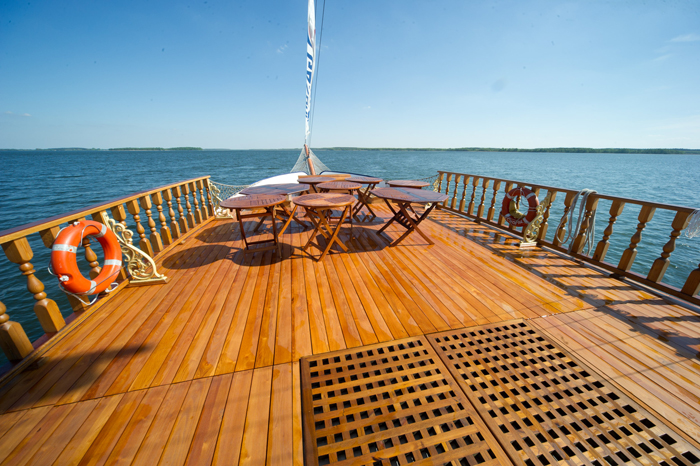
Pont terrasse du Chopin.